# Roinville (Eure y Loir)
Roinville es una comuna francesa situada en el departamento de Eure y Loir, en la región de Centro-Valle del Loira.

## Demografía
| 255 | 276 | 300 | 317 | 338 | 349 | 564 |
| Para los censos de 1962 a 1999 la población legal corresponde a la población sin duplicidades (Fuente: INSEE [Consultar]) |     |     |     |     |     |     |